# کوه گوادالوپ
کوه گوادالوپ (Guadalupe Peak) بلندترین نقطهٔ ایالت تگزاس آمریکا است.
این کوه که ۲۶۶۷ متر ارتفاع دارد در پارک ملی کوهستان گوادالوپ واقع شده و بخشی است از رشته‌کوه گوادالوپ در جنوب شرقی نیومکزیکو و تگزاس باختری.
از سال ۱۹۵۸ بر فراز این کوه یک هرم از فولاد ضدّزنگ توسط شرکت هواپیمایی امریکن کوبیده شده تا یادمانی باشد برای صدمین سالگرد شرکت پستی باترفیلد. مسیر حرکت باربرهای آن شرکت از جنوب این کوه می‌گذشت.

## نگارخانه

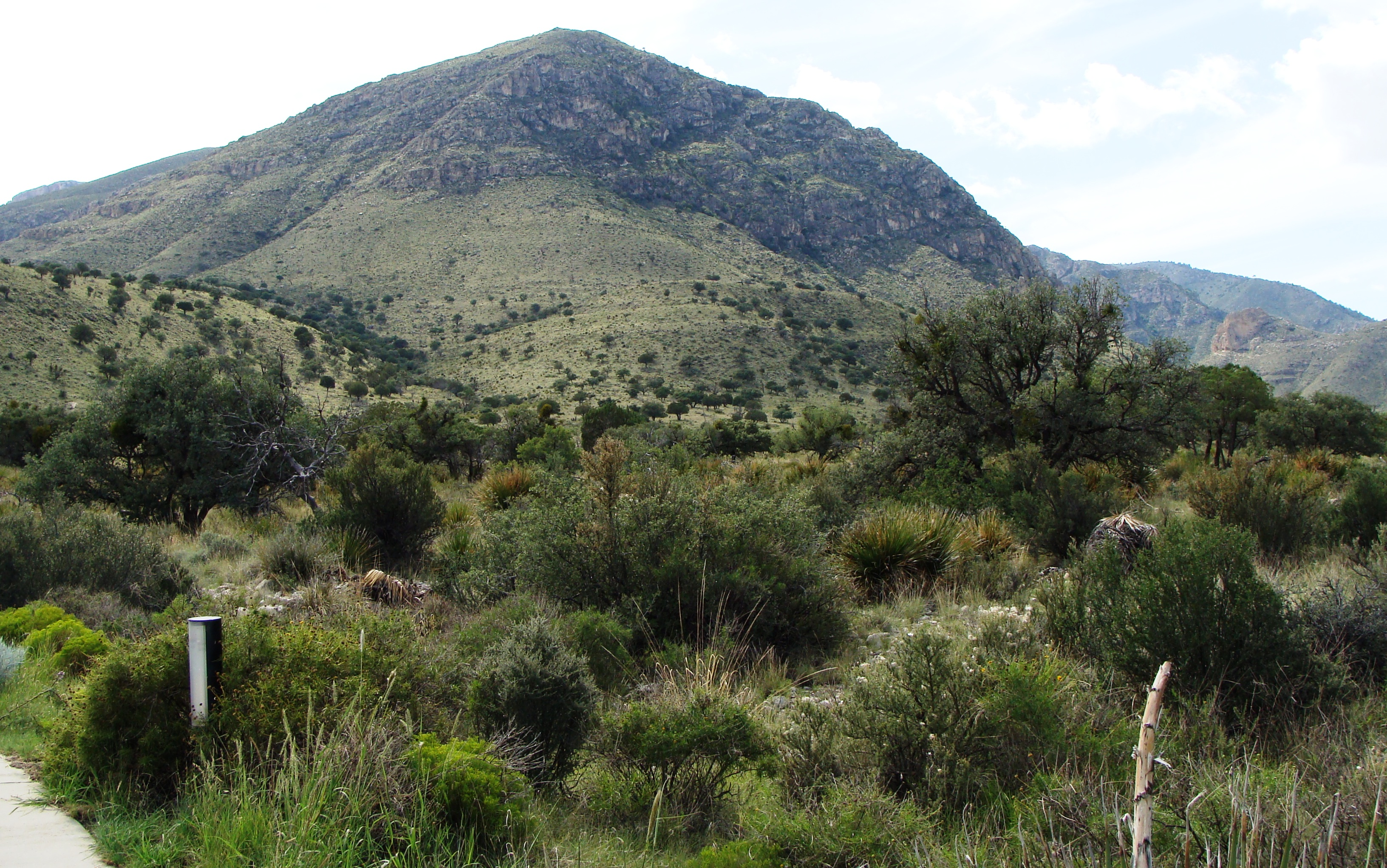
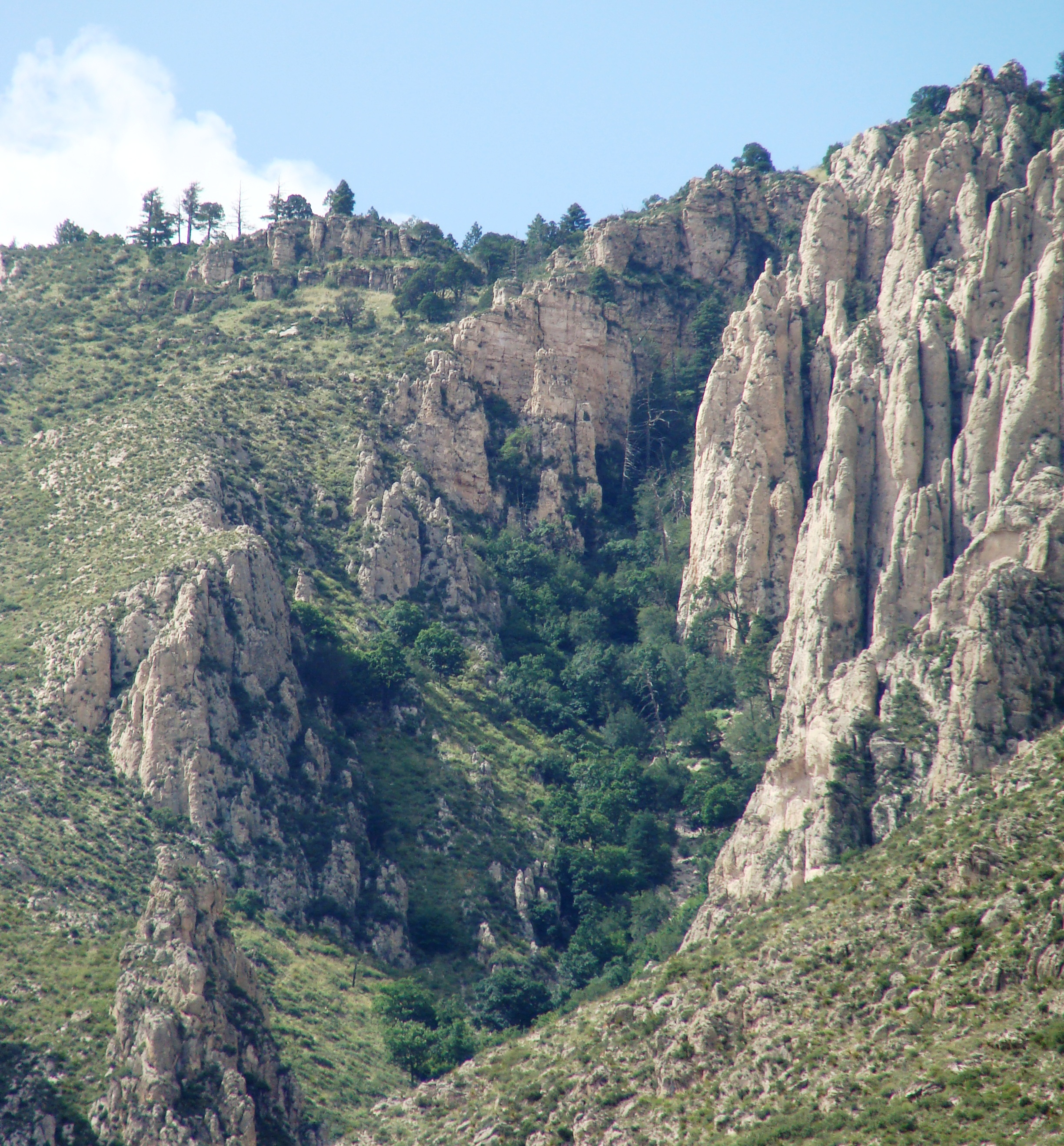
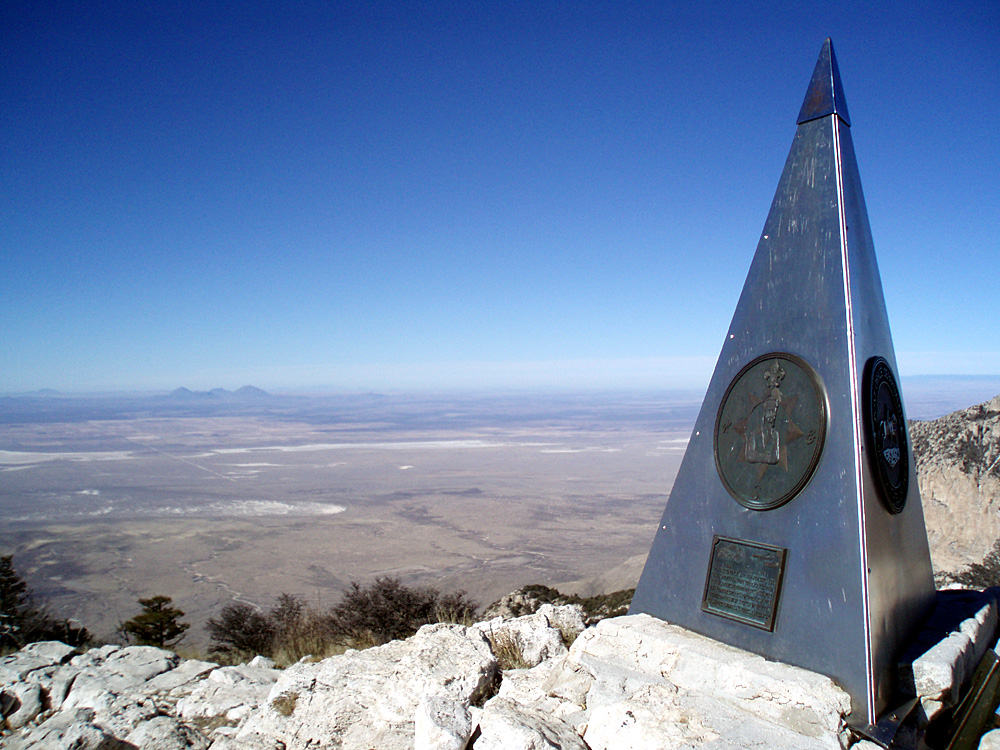
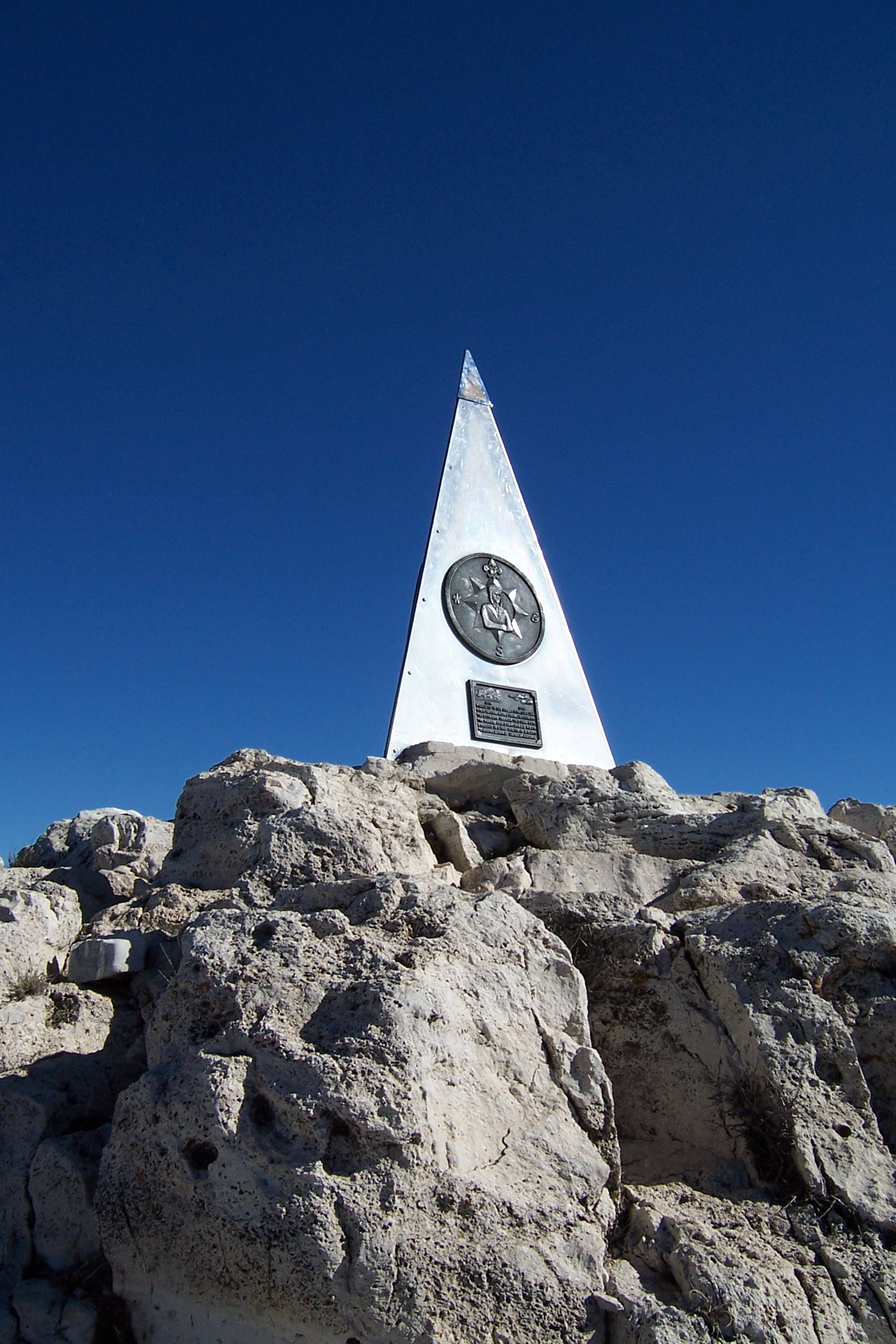